# アレクシス・ド・カスティヨン

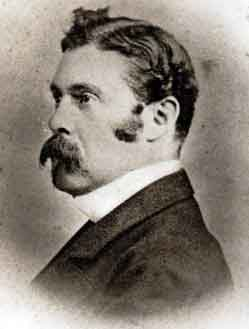
アレクシス・ド・カスティヨン

アレクシス・ド・カスティヨン（Alexis de Castillon, 1838年12月13日 シャルトル – 1873年3月5日 パリ）はフランスの作曲家。病により夭折した。
本名はマリー＝アレクシス・ドゥ・カスチヨン・ドゥ・サン＝ヴィクトール（Marie-Alexis de Castillon de Saint-Victor）といい、ラングドックの古い貴族の末裔であった。両親からは軍人の道に入ることを要望されたが、本人は軍職をなげうって音楽に入れ込み、地元とパリでピアノと作曲を学んだ。その後パリ音楽院に進んでヴィクトール・マセに、1869年にはセザール・フランクに師事。最初の作品番号が与えられた《ピアノ五重奏曲》は、フランクの指導下に作曲されており、1865年の習作の《交響曲ヘ長調》など、以前の作品は作者自身によって否認された。
虚弱体質のため（1870年の普仏戦争に志願したものの病を得て1871年に除隊されている）、1873年に病死した。それでもピアノ曲や室内楽曲、芸術歌曲やピアノ協奏曲、管弦楽曲など、ロベルト・シューマンに影響されたロマン主義的な作品をいくつか遺している。またパリの楽壇にも関わりを持ち、とりわけ1871年には「国民音楽協会（フランス語: Société Nationale de Musique）」の創設に協力して事務局長に就任した。

## 主要作品一覧

### ピアノ曲
- 自由な様式によるフーガ（Fugues dans le style libre）作品2[2]
- 組曲（Suites）作品5および作品10[3]
- 古風な様式による5つの小品（Cinq pièces dans le style ancien）作品9 （1871年）
- 《6つのユーモラスな円舞曲（Six Valses humoristiques）作品11（1872年出版）（後年シャルル・ケクランが管弦楽曲に編曲）[3]

### 室内楽曲
- ピアノ五重奏曲 変ホ長調[4] 作品1 （1863年-64年）[5]
- 弦楽四重奏曲 第1番 イ短調 作品3 （1867年までに完成、アンリ・ポアンセへの献呈作品）[5]
- 弦楽四重奏曲 第2番 ヘ短調（1867年までに完成、作品3-2として構想されるもカヴァティーナ楽章のみ出版）[5]
- ピアノ三重奏曲 第1番 変ロ長調 作品4 （1865年）[6][7]
- ピアノ三重奏曲 第2番 ニ短調 作品17 （1879年）[8][6][9]
- ヴァイオリン・ソナタ ハ短調 作品6 （1868年）[10]
- ピアノ四重奏曲 ト短調 作品7 （1869年）[11]

### 管弦楽曲
- ピアノ協奏曲 ニ長調 作品12 （1871年）
- 交響的素描 作品15 （1872年）
- 独唱者と合唱、管弦楽団のための《詩篇唱 第84番》作品17（1912年になって誤って割り振られた作品番号につき、重複している）[12][3]

### 歌曲
- アルマン・シルヴェストルの6つの詩（Six poèmes d'Armand Sylvestre） 作品8 （1868年-73年）[13]